# 悠月舞
悠月 舞（ゆづき まい、1988年12月1日 - ）は、AV女優・ヌードモデル。

## 略歴・エピソード
ビデオに出て有名になりたいと2011年にAVデビュー。一度AV女優を引退し、数か月後に復帰した。復帰は瀧澤まい（滝澤まい）に改名する。
趣味はエステ、特技はピアノとテニスを挙げている。

## 出演作品

### アダルトビデオ

#### 2011年
- はじめてのAV出演まい 私、生まれてはじめてイキました （7月15日 アイズム）
- 美人母近親調教投稿録 （8月05日 NON）
- 酔いつぶれた同僚に無言の制裁 （8月11日 S級素人）
- 私、中出しされました 専業主婦コレクション4時間 No4 （8月12日 メディアステーション バズーカ）
- 美人すぎる料理研究家 （9月9日 S級素人）
- 大手商社に就職した新人社員 まい22才 （9月15日 アイズム）
- 仕事で男の部屋に訪れた女性を横目に、オナニーをしていたら女も我慢できなかった （9月23日 スクープ）
- 働くオンナ獲り 【モデル系の八頭身OLをハメ廻せ！！】 vol.9 （10月1日 プレステージ）
- 日常和装 キモノ美女とセックス （10月05日 セックスWashingMachine）
- イキ地獄 （10月05日 NON）
- 働くお姉さんの制服黒ストッキング HD＋DVD （※DVD同梱）（10月7日 HI TMA）
- 美人OL社内調教 （10月13日 マルクス兄弟）
- 人事部から流出した転職活動ファイル 24時間 （10月14日 バズーカ）
- 同僚の彼女 （10月14日 S級素人）
- 黒ストッキング中出しOL （10月19日 イエロー）
- チンカス掃除機フェラチオ職人 （10月19日 クロス）
- ふんどしクリニック （10月/20日 ROCKET）
- ラブホから出てくるいかにも怪しいカップルを激撮 尾行して相手と別れた後に （10月28日 スクープ）
- 美脚！ショートパンツはみ尻痴女のサディスティックな逆ナンパ （11月5日 サディスティックヴィレッジ）
- 新人ギャルAV女優限定!!黒ギャルレズ面接官の超エロエロレズ面接!!（11月5日、GARCON）
- この女のカラダ最強です。舞 （11月11日 アップス）
- 麗しの美人OL 4時間 PREMIERE9 （11月11日 バズーカ）
- 学校でよくある色々なレズのカタチ、色々なアクメ （11月19日 クロス）
- 欲しがるオンナ-溢れでる性欲 （11月25日 美）
- 近親相姦 義父、義兄の欲望のままにレイプ （11月25日 ハヤブサ）
- 婦人科診療医になった僕 （12月1日 GLORYQUEST）
- 口マンコ （12月09日 アップス）
- ワケあり回春マッサージ〜カラダで稼ぐ人妻達 （12月9日 バズーカ）
- いけない女たち 2  木下若菜（12月9日 LEO）
- 靴コキ （12月16日 セックスエージェント）
- 潮吹き絶頂泡吹き昇天FUCK （12月19日 乱丸）
- 「誰にも言わないで」 万引きした女子○○のHな誘惑 （12月19日 エッジ）
- 同僚にオモチャにされる夢の会社生活 紗奈・南野あかり・悠月舞 （12月23日 おかず）
- 僕の会社にはこういう秘書が本当に居る （12月23日 BALTAN）
- 下着姿の綺麗なお姉さんしか見たくない！4時間 （12月23日 TMA）
- Sanctuary-Mai Yuzuki （12月25日 デジタルアーク）

#### 2012年
- 綺麗な女性のくっさ〜い匂いがたまらなく好きなんです （1月1日 エッジ）
- 寝取ってヤル 居酒屋にマジックミラー特設スタジオを設置 痴女のフェラチオを拒めず （1月7日 サディスティックヴィレッジ）
- 浴びた女も感激する一撃 大量顔射 （1月15日 ワープエンタテインメント）
- 月刊口内射精 第二号 （1月20日 セックスエージェント）
- パン線OLのピタパン尻コキ （1月20日 セックスエージェント）
- 僕はべろちゅー寸止め手コキ派です。（1月20日 セックスエージェント）
- 契約違反 （1月20日 グレイズネオ）
- しっぽフェラチオ 四つん這い男のチ○ポを後ろから舐め犯す （1月27日 レアルワークス）
- 監督に女優のシモの毛の処理を頼まれて控え室で剃ろうとしたら、カミソリがマ◯コに触れたり、マ◯コをキズつけないように （2月16日 グローリークエスト）
- スーツでごっくん。滲み出る悩殺フェロモンフェラ。 （2月17日 セックスエージェント）
- 本当にあった神対応 クレームつけたらここまでしてくれた No2 （2月24日 スクープ）
- 鬼フェラ地獄Ⅺ 笠木忍・悠月舞 （3月09日 トップマーシャル）
- 風俗で呼んだ娘が、まさかの自分の知り合い ヤラナイ、ヤレナイ、悩んだ末にやっぱり （3月9日 スクープ）
- 巨尻OL尻摩擦 （3月16日 セックスエージェント）

- SOD女子社員（恥）社内大高感度調査 年度末社内一斉調査SP （3月22日 SODクリエイト）
- 僕だけの美人家庭教師 拡大版 8時間 （6月4日 メディアステーシヨン）
- オナニーをしていたらそのままヤラせてくれた （7月4日 スクープ）
- 極上素人とヤリたい SSS級の美少女コレクション No22 （8月10日 GALLOP）
- エスカレートするドしろーと娘 184 （9月1日 プレステージ）
- ガチハメOL☆AV撮影交渉 No3 （9月21日 GALLOP）
- 働くオンナ2 08 （9月22日 プレステージ）